# Robert Jones (arbitro)
Robert Jones (Chester, 4 aprile 1987) è un arbitro di calcio britannico.

## Carriera
Inizia ad arbitrare a 14 anni. È membro della Cheshire Football Association e della Wirral Referees' Association.
Il 15 maggio 2016 è stato selezionato per arbitrare la finale play-off della National League tra il Grimsby Town e il Forest Green (1-2).
Dal 2016 al 2017 ha arbitrato nella English Football League. Il 27 maggio 2018 è stato selezionato per la finale play-off della Football League One, tra il Rotherham Utd e lo Shrewsbury Town (2-1). Due anni più tardi verrà di nuovo selezionato per la medesima finale questa volta tra Oxford Utd-Wycombe (1-2).
Il 21 dicembre fa il suo esordio in Premier League nella gara Brighton-Sheffield Utd (0-1).
Promosso internazionale nel 2023 fa il suo esordio come arbitro della UEFA dirigendo l'incontro valido per le Qualificazioni al Campionato europeo maschile under 19 di calcio 2023 Portogallo-Repubblica Ceca.
Il 26 ottobre 2023 esordisce nella fase a gironi di una competizione UEFA dirigendo l'incontro di Conference League Dinamo Zagabria-Viktoria Plzeň (0-1).